# Richard Hounslow
Richard Hounslow (ur. 19 grudnia 1981 w Harrow) – brytyjski kajakarz górski. Srebrny medalista olimpijski z Londynu.
Zawody w 2012 były jego pierwszymi igrzyskami olimpijskimi. Po medal sięgnął w rywalizacji kanadyjkarzy w dwójce. Jego partnerem był David Florence. Startował również w jedynce. Był brązowym medalistą mistrzostw świata (2009). W 2010 w C-2 sięgnął po brąz mistrzostw Europy. W drużynie ma trzy medale europejskiego czempionatu (złoto w 2012, srebro w 2009, brąz w 2010).